# Борис Ташев
Борис Георгиев Ташев е български партизанин и офицер (полковник), журналист, писател и художник пейзажист.

## Биография
Роден е на 7 ноември 1913 година в София. От 1930 година е член на БКМС, а на БКП – от 1934 година.
Става партизанин през юли 1943 година от Трънския партизански отряд, като е негов политически комисар. При създаването на Софийската народоосвободителна дивизия е неин заместник-политкомисар. От 15 септември 1944 г. е назначен за помощник-командир на първи гвардейски пехотен полк. Награждаван е с орден „За храброст“, IV степен, 2 клас и съветския орден „Александър Невски“.
След войната служи в Българската армия. Завършва Военната академия „Г. Раковски“. Работи като военен аташе в посолството на България в Париж в периода 1948-1952 г.
След завръщането си се отдава на журналистическа работа и работи като заместник главен редактор в сп. „Български воин“. По-късно е директор на издателство „Български художник“. След издаването на „Лютите чушки“ на Радой Ралин е уволнен, и работи във в. „Кремиковски металург“. Впоследствие е назначен за директор на издателство „Наука и изкуство“, където се пенсионира.
Междувременно издава над 10 книги, сред които "Партизански записки", "Гвардейци", "И спортът ни помагаше",книги за деца - "Козичка", "Кучето Зъб", "Майчина любов" и др., както и сценарии за филми.
След пенсионирането си започва активно да рисува и прави няколко самостоятелни изложби. Автор е на около 30 картини.
Починал от меланома на 87-годишна възраст през 2001 г.
Женен за архитектката Райна Минчова Нейчева-Ташева (1919-1991), дъщеря на българския политик Минчо Нейчев. Има дъщеря Росица Ташева (р. 1946), писателка и преводачка.